# (2505) Hebei
(2505) Hebei (1975 UJ) – planetoida z pasa głównego asteroid okrążająca Słońce w ciągu 5,57 lat w średniej odległości 3,14 au. Odkryta 31 października 1975 roku.